# Ревір (Массачусетс)
Ревір (англ. Revere) — місто (англ. city) в США, в окрузі Саффолк штату Массачусетс. Населення — 62 186 осіб (2020).

## Географія
Ревір розташований за координатами 42°25′16″ пн. ш. 70°59′25″ зх. д. / 42.42111° пн. ш. 70.99028° зх. д. (42.421011, -70.990358).  За даними Бюро перепису населення США в 2010 році місто мало площу 26,18 км², з яких 14,74 км² — суходіл та 11,45 км² — водойми.

## Демографія
Згідно з переписом 2010 року, у місті мешкало 51 755 осіб у 20 454 домогосподарствах у складі 12 362 родин. Густота населення становила 1977 осіб/км².  Було 22100 помешкань (844/км²).
Расовий склад населення:
| - 74,1 % — білих - 5,6 % — азіатів - 4,9 % — чорних або афроамериканців - 0,4 % — корінних американців - 11,8 % — осіб інших рас |

До двох чи більше рас належало 3,3 %. Частка іспаномовних становила 24,4 % від усіх жителів.
За віковим діапазоном населення розподілялося таким чином: 20,3 % — особи молодші 18 років, 65,2 % — особи у віці 18—64 років, 14,5 % — особи у віці 65 років та старші. Медіана віку мешканця становила 37,9 року. На 100 осіб жіночої статі у місті припадало 96,2 чоловіків;  на 100 жінок у віці від 18 років та старших — 94,5 чоловіків також старших 18 років.
Середній дохід на одне домашнє господарство  становив 65 541 долар США (медіана — 50 886), а середній дохід на одну сім'ю — 73 477 доларів (медіана — 58 515). Медіана доходів становила 45 455 доларів для чоловіків та 40 329 доларів для жінок. За межею бідності перебувало 15,6 % осіб, у тому числі 23,3 % дітей у віці до 18 років та 14,4 % осіб у віці 65 років та старших.
Цивільне працевлаштоване населення становило 27 671 особа. Основні галузі зайнятості: освіта, охорона здоров'я та соціальна допомога — 20,7 %, мистецтво, розваги та відпочинок — 13,9 %, роздрібна торгівля — 11,0 %, науковці, спеціалісти, менеджери — 11,0 %.